# Del mio meglio n. 3
Del mio meglio n. 3 је компилација италијанске певачице Мине из 1975.

## Списак пјесама
1. E poi... – 4:47
2. La pioggia di marzo (Aguas de março) – 3:40
3. Domenica sera – 3:20
4. Bird Dog – 2:26
5. Distanze – 4:39
6. Amore mio – 3:40
7. Non gioco più – 2:53
8. Fa' qualcosa – 3:58
9. Mr. Blue – 2:39
10. La scala buia – 3:50
11. Mai prima – 4:00
12. Amanti di valore – 4:22

## Позиције на листама
| Листа (1975)              | Највиша позиција |
| ------------------------- | ---------------- |
| Италија (Billboard)       | 4                |
| Италија (Musica e dischi) | 4                |